# Жанков Георгій Дмитрович
Георгій Дмитрович Жанко́в (11 листопада 1921, Вознесенськ — 1 січня 1991, Кишинів) — молдавський радянський живописець.

## Біографія
Народився 11 листопада 1921 року в містечку Вознесенську (нині місто Миколаївської області, Україна). Протягом 1937—1941 років навчався в Одеському художньому училищі, був учнем Євгена Буковецького, Миколи Зайцева.
З 1950 року — у Молдавській РСР, мешкав у Кишиневі. Помер у Кишиневі 1 січня 1991 року.

## Творчість
Працював у галузі станкового живопису, автор реалістичних портретів, жанрових картин, пейзажів. Серед робіт:
- «Помічниця» (1957);
- «Юність» (1962);
- «Герой Радянського Союзу Олексій Красилов» (1964, Національний музей образотворчого мистецтва Республіки Молдова);
- «Дочка» (1966, Національний музей образотворчого мистецтва Республіки Молдова);
- «Котельний цех» (1967, темпера, Національний музей образотворчого мистецтва Республіки Молдова);
- «Молдавське село» (1967);
- «Комісар 1-го Молдавського партизанського з'єднання Іван Альошин» (1967, Національний музей образотворчого мистецтва Республіки Молдова);
- «Червоні ворота» (1968);
- «Командир партизанського загону М. Кожухар» (1968, Національний музей образотворчого мистецтва Республіки Молдова);
- «Цукровий завод» (1969);
- «У сім'ї»/«В єдиній родині» (1969, Національний музей образотворчого мистецтва Республіки Молдова);
- «Учасник звільнення Кишинева В. Єрмуратський» (1970, Національний музей образотворчого мистецтва Республіки Молдова);
- «Дід В. Фурундук» (1970, Національний музей образотворчого мистецтва Республіки Молдова);
- «Майстер спорту Л. Роба» (1971, Національний музей образотворчого мистецтва Республіки Молдова);
- «Голова колгоспу Д. Рашкулєв» (1971, Національний музей образотворчого мистецтва Республіки Молдова);
- «Слідчий»/«Капітан міліції» (1972, Національний музей образотворчого мистецтва Республіки Молдова);
- «Мрія» (1973, Національний музей образотворчого мистецтва Республіки Молдова);
- «Раціоналізатори заводу „Віброприлад“» (1974, Національний музей образотворчого мистецтва Республіки Молдова);
- «Наставниця» (1975, Національний музей образотворчого мистецтва Республіки Молдова);
- «Спогади про Бутучени» (1979);
- «Журналістка» (1980).

Брав участь у республіканських і закордонних мистецьких виставках з 1953 року, зокрема за кордоном його роботи експонувалися у Туреччині у 1974 і 1975 роках, Болгарія і Іраці — у 1975 році. Персональні виставки відбулися у Кишиневі у 1971, 1975, 1981 роках.